# Ostroh
Ostroh (în ucraineană Острог) este oraș regional în regiunea Rivne, Ucraina. Deși subordonat direct regiunii, orașul este și reședința raionului Ostroh. 

## Demografie
Componența lingvistică a orașului Ostroh
     Ucraineană (97,32%)
     Rusă (2,42%)
     Alte limbi (0,2%)
Conform recensământului din 2001, majoritatea populației orașului Ostroh era vorbitoare de ucraineană (97,32%), existând în minoritate și vorbitori de rusă (2,42%).

## Personalități născute aici
- Bogusław Litwiniec (1931 - 2022), regizor, om politic.